# Henry Winterfeld

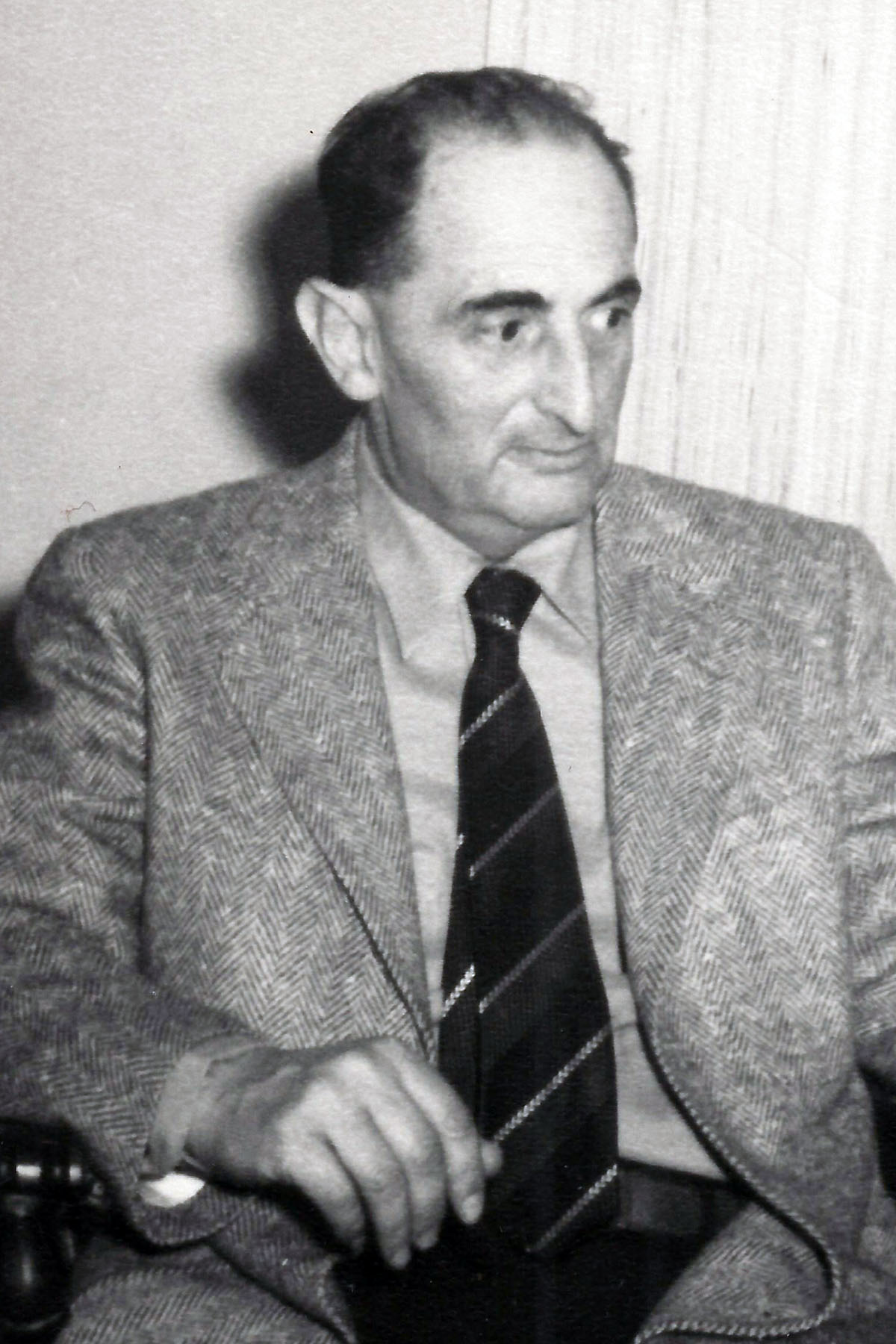
Henry Winterfeld

Henry Winterfeld (* 9. April 1901 in Hamburg; † 27. Januar 1990 in Machias, Maine, USA), Pseudonyme Manfred Michael und Henry Gilbert, war ein deutschamerikanischer Schriftsteller und Künstler, der internationalen Erfolg mit seinen Kinder- und Jugendbüchern hatte. Er emigrierte 1940 in die USA und lebte bis zu seinem Tod 1990 als Filmautor in Roque Bluffs, Washington County in Maine.

## Leben
Henry Winterfelds Vater war Jean Gilbert (eigentlich Max Winterfeld), ein deutscher Komponist und Dirigent. Sein Bruder Robert Gilbert (eigentlich Robert David Winterfeld) war ebenfalls Komponist und Autor.
Henry Winterfeld studierte nach dem Besuch einer Privatschule Musik in Berlin am Stern’schen Konservatorium zusammen mit Claudio Arrau. Er wirkte als Pianist und schrieb Filmszenen und Theaterstücke. In der Liste der aufgeführten Stücke des Musikers, Pianisten, Komponisten und Theaterdirektors Rudolf Nelson (1878–1960) wird Henry Winterfeld neben Friedrich Hollaender, Hans H. Zerlett, Fritz Rotter und Franz Molnar (d. i. Ferenc Molnár) als Mitverfasser der Revue „Tombola“ (1929) genannt, in der auch Hans Albers im „Nelson Theater Berlin“ auftrat.
Im Jahr 1933 erfand Henry Winterfeld für seinen scharlachkranken Sohn Thomas Henry Winterfeld (1923–2008, Ozeanograph) Geschichten mit einer täglichen Episode. So entstand sein erstes Buch Timpetill – Die Stadt ohne Eltern, das er erstmals 1937 unter dem Pseudonym Manfred Michael (mit eigenen Scherenschnitten illustriert) in Zürich bei Corrodi veröffentlichte.
Der nationalsozialistischen Herrschaft wegen war Henry Winterfeld, der Jude war, 1933 nach Österreich und von dort 1938 nach Frankreich emigriert. Im Oktober 1939 wurde er verhaftet und bis Mai 1940 in Nevers interniert. Nach seiner Entlassung konnte die Familie noch vor dem Einmarsch der deutschen Truppen im Mai 1940 in die USA ausreisen. 1946 nahm er die amerikanische Staatsbürgerschaft an. Winterfelds Nichte Marianne Gilbert Finnegan hat in ihrer Autobiografie Memories of a Mischling das Leben der emigrierten Winterfelds in den USA beschrieben.
1953 erschien Winterfelds zweites Buch Caius ist ein Dummkopf (engl. Detectives in Togas) über mehrere römische Schuljungen und ihre Abenteuer. Es folgten noch zwei Bände der bis heute erfolgreichen Caius-Reihe (Caius geht ein Licht auf und Caius in der Klemme) sowie weitere Kinder- und Jugendbücher.
Seine Werke schrieb er hauptsächlich auf Deutsch; sie wurden in die französische, englische, norwegische, schwedische und weitere Sprachen übersetzt. Die italienische Version von Timpetill. La città senza genitori wurde noch 1997 unter dem Pseudonym „Manfred Michael“ veröffentlicht.
Das Buch Timpetill gehört zur Pflichtlektüre an französischen Schulen. Unter dem Titel Les Enfants de Timpelbach wurde das Buch Timpetill im zweiten Halbjahr 2007 von einer französisch-belgisch-luxemburgischen Filmproduktion mit den Schauspielern Gérard Depardieu und Carole Bouquet verfilmt. Drehort war u. a. die Burg Eyneburg in Hergenrath bei Kelmis.
Henry Winterfeld war verheiratet mit Elsie Winterfeld. Sie arbeitete als Spielzeugdesignerin und erschuf eine Puppe mit drehbarem Kopf, die sie im Jahre 1945 zum Patent anmeldete.

## Bekannte Werke

### Kinder- und Jugendbücher
- Timpetill - Die Stadt ohne Eltern (Roman, 1937), ISBN 3-7645-7862-9 (engl. Titel: Trouble at Timpetill, 1963)
- Caius ist ein Dummkopf (Roman, 1953), ISBN 3-570-20520-7 (engl. Titel: Detectives in Togas, 1956)
- Kommt ein Mädchen geflogen (Roman, 1956) (engl. Titel: Star Girl, 1957)
- Telegramm aus Liliput (Roman, 1958) (engl. Titel: Castaways in Lilliput, 1960)
- Pimmi Pferdeschwanz (Roman, 1967).
- Caius geht ein Licht auf (Roman, 1969), ISBN 3-7645-7866-1 (engl. Titel: Mystery of the Roman Ransom, 1971)
- Der Letzte der Sekundaner (Roman, 1971), ISBN 3-7645-7867-X
- Caius in der Klemme (Roman, 1976), ISBN 3-570-20349-2, 143 g.,228 Seiten

### Filme nach Werken von Henry Winterfeld
- 2007 – Les enfants de Timpelbach – Regie: Nicolas Bary (mit Gérard Depardieu und Carole Bouquet)